# Gina Akpe-Moses
Gina Akpe-Moses (ur. 25 lutego 1999) – irlandzka lekkoatletka specjalizująca się w biegach sprinterskich.
W 2015 startowała na juniorskich mistrzostwach Europy oraz zdobyła srebro olimpijskiego festiwalu młodzieży Starego Kontynentu w biegu na 200 metrów. Wicemistrzyni Europy juniorów młodszych w biegu na 100 metrów (2016). Rok później zdobyła w Grosseto złoto czempionatu Europy juniorów.

## Osiągnięcia
| Rok  | Impreza                               | Miejsce    | Konkurencja             | Lokata     | Wynik |
| ---- | ------------------------------------- | ---------- | ----------------------- | ---------- | ----- |
| 2015 | Mistrzostwa Europy juniorów           | Eskilstuna | bieg na 100 metrów      | eliminacje | 12,00 |
| 2015 | Mistrzostwa Europy juniorów           | Eskilstuna | sztafeta 4 × 100 metrów | 4. miejsce | 45,38 |
| 2015 | Letni europejski festiwal młodzieży   | Tbilisi    | bieg na 200 metrów      | 2. miejsce | 24,49 |
| 2016 | Mistrzostwa Europy juniorów młodszych | Tbilisi    | bieg na 100 metrów      | 2. miejsce | 11,80 |
| 2016 | Mistrzostwa świata juniorów           | Bydgoszcz  | sztafeta 4 × 100 metrów | 5. miejsce | 44,82 |
| 2017 | Mistrzostwa Europy juniorów           | Grosseto   | bieg na 100 metrów      | 1. miejsce | 11,71 |
| 2017 | Mistrzostwa Europy juniorów           | Grosseto   | sztafeta 4 × 100 metrów | 4. miejsce | 44,47 |
| 2018 | Mistrzostwa Europy                    | Berlin     | bieg na 100 metrów      | eliminacje | 11,63 |

## Rekordy życiowe
- bieg na 60 metrów (hala) – 7,45 (2019)
- bieg na 100 metrów – 11,46 (2018)
- bieg na 200 metrów – 23,86 (2018)